# 미후네 (영화)
미후네(Mifunes Sidste Sang, Mifune's Last Song)는 스웨덴에서 제작된 소렌 카우-야콥슨 감독의 1999년 멜로/로맨스, 코미디, 드라마 영화이다. 아나스 W. 베틀슨 등이 주연으로 출연하였고 빌기테 헬 등이 제작에 참여하였다.

## 출연

### 주연
- 아나스 W. 베틀슨
- 이븐 야일리
- 예스퍼 에스홀트
- 이밀 타딩

### 조연
- 앤더스 호브
- 소피에 고불
- 파프리카 스틴
- 엘렌 힐링쇠
- 시드 바벳 크누센
- 소렌 맬링